# Aeródromo Bolognesi
Aeródromo Bolognesi (OACI: SPBL) es un aeródromo que sirve a la localidad de Bolognesi en el distrito de Tahuanía en la Región Ucayali, Perú.
Se encuentra bajo la administración de la Municipalidad Distrital de Tahuanía. El pueblo se encuentra cerca de un meandro del río Ucayali.

## Operaciones
La pista tiene una dimesion de  1,100m x 18m. Tiene capacidad para recibir hasta avionetas de 5,700 kg.